# Eridachtha longicornella
Eridachtha longicornella is een vlinder uit de familie van de Lecithoceridae. De wetenschappelijke naam van de soort is voor het eerst geldig gepubliceerd in 1915 door Chrétien.